# The Last Don (novela)
El último Don es una novela escrita por Mario Puzo, publicada en 1996. La historia alterna entre la industria del cine y los casinos de Las Vegas, mostrando cómo la Mafia está enlazada con ambas.

## Argumento
El plan de Don Domenico Clericuzio, un envejecido jefe de la mafia, es que su familia abandone el mundo criminal y se mezcle con la sociedad estadounidense. 25 años más tarde, su nieto Dante y su nieto-sobrino Cross (Croccifixio) toman el relevo, y el Don, con 80 años, ya está retirado. Cross, con participación en un casino de Las Vegas, está destinado a convertirse en el brazo más fuerte de la familia. Aun así, cuando rechaza participar en el asesinato de un viejo amigo, Dante toma su papel. El ansia de Dante de poder y sangre le conduce a planear la eliminación de sus semejantes, que suponen un obstáculo en su camino a convertirse en igual de poderoso que el propio Don. Cross, que está en su lista, se le adelanta y le tiende una trampa. Habiendo actuado directamente contra un miembro de la familia, espera la vendetta del Don, pero, para su sorpresa, le perdona la vida y le condena al exilio. La historia concluye con la confesión de que el Don había planeado todo para que la familia pudiera persistir a largo plazo.

## Adaptaciones
La novela sirvió de base para la miniserie de 1997 El último Don, escrita por Joyce Eliason y protagonizada por Joe Mantegna, Danny Aiello, y Daryl Hannah, entre otros muchos actores conocidos. En 1998, tuvo una secuela llamada El último Don II, si bien esta última representa una continuación basada en las vidas de Cross y Athena.
- Datos: Q2880168